# Egglham

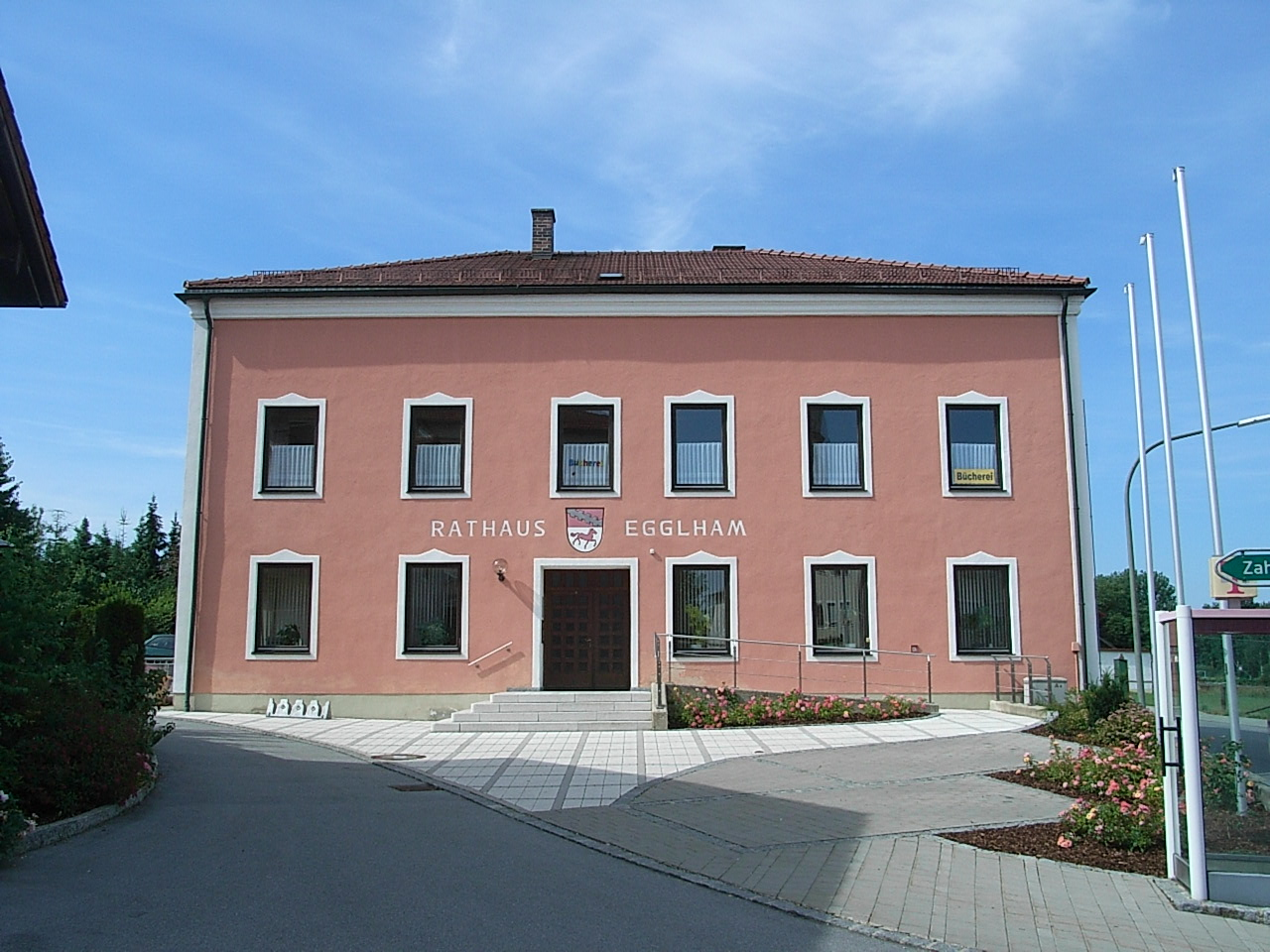
Ayuntamiento de Egglham.

Egglham es un Municipio en el distrito de Rottal-Inn en la región administrativa de Baja Baviera, en el estado de Baviera, Alemania. Se ubica a 40 kilómetros al oeste de Passau.
En el municipio se censaron en el año 2000 a 2.394 habitantes.